# هوي ريتشموند
هوي ريتشموند (بالإنجليزية: Howie Richmond)‏ هو ناشر موسيقى ‏ أمريكي، ولد في 18 يناير 1918 في كوينز في الولايات المتحدة، وتوفي في 20 مايو 2012 في رانتشو ميراج في الولايات المتحدة.
أسس واحدة من أكبر منظمات نشر الموسيقى المستقلة في العالم وشارك في إنتاج العديد من موسيقى البوب والفلكلور والروك والترويج لها منذ الأربعينيات.

## وصلات خارجية
- هوي ريتشموند على موقع ميوزك برينز (الإنجليزية)
- هوي ريتشموند على موقع ميوزك برينز (الإنجليزية)
- هوي ريتشموند على موقع ديسكوغز (الإنجليزية)
- هوي ريتشموند على موقع ديسكوغز (الإنجليزية)
- هوي ريتشموند على موقع ديسكوغز (الإنجليزية)
- هوي ريتشموند على موقع ديسكوغز (الإنجليزية)